# José Luis Cuciuffo
José Luis Cuciuffo (født 1. februar 1961, død 11. december 2004) var en argentinsk fodboldspiller, der som forsvarsspiller på Argentinas landshold var med til at vinde guld ved VM i 1986 i Mexico. Han deltog også ved Copa América i 1987 og 1989.
Cuciuffo var på klubplan primært tilknyttet Vélez Sársfield og Boca Juniors i hjemlandet, samt franske Nîmes Olympique.
Cuciuffo døde i 2004 i en vådeskudsulykke under en jagt ved Bahía San Blas i Argentina.[kilde mangler] Han blev 43 år gammel.